# Blücher-Kaserne (Hessisch Lichtenau)
Die Blücher-Kaserne in der hessischen Stadt Hessisch Lichtenau im Werra-Meißner-Kreis war ein 27 Hektar großer Standort der Bundeswehr.

## Geschichte
Die später für den Bau der Blücher-Kaserne genutzte Fläche wurde der Luftwaffe 1935 von der Stadt Hessisch Lichtenau für die Errichtung eines „Einsatzflughafens“ verkauft. Im selben Jahr begannen bereits die Arbeiten am Ausweichflugplatz für den Fliegerhorst Rothwesten bei Kassel. Er unterstand dem Flughafen-Bereichskommando Fritzlar (Koflug) 4/XII. Es waren zeitweise das Fliegerausbildungsregiment 14, die Flugzeugführerschule A/B 42 und die II./Kampfgeschwader 4 stationiert.
Die US Air Force nutzte ab dem 8. April 1945 bis zum 22. Juli 1945 den Flugplatz nach dessen Einnahme und bezeichnete ihn als Advanced Landing Ground ALG R-13 Hessisch Lichtenau.
Mit der Aufstellung der Bundeswehr fiel die Entscheidung, in Hessisch Lichtenau auf dem bisher als Flugplatz genutzten Gelände eine Kaserne zu errichten. Die Bauvorbereitungen zur Sicherstellung der Wasserversorgung und der Zufahrt zur Kaserne begannen 1959. Am 29. September 1960 fand der erste Spatenstich für die Hochbauten statt und am 8. September 1961 wurde Richtfest gefeiert. Im Sommer 1962 fand dann die Schlüsselübergabe statt. Insgesamt waren 35 Millionen DM verbaut worden. Am 8. November 1962 zogen die ersten Soldaten ein.
Die Bauten in der Kaserne wurde mehrfach erweitert und erneuert, u. a. durch eine Mehrzweckhalle im Jahre 1966, ein Mannschaftsheim 1976 sowie ein Teilsozialheim für Offiziere und Unteroffiziere 1986.
Die Benennung der Kaserne nach dem preußischen Generalfeldmarschall Gebhard Leberecht von Blücher erfolgte erst 1967.
Im Zuge der Umstrukturierung der Bundeswehr (Transformation) wurde die Blücher-Kaserne 2006 geschlossen. Am 13. Juli 2006 fand im Rahmen eines großen Zapfenstreiches die offizielle Abschiedsveranstaltung statt. Der letzte Appell war am 30. November 2006 mit der Außerdienststellung des Panzerartilleriebataillons 2. Am 20. Dezember 2006 wurden die Kasernentore endgültig geschlossen.
Zur Kaserne gehörten neben der eigentlichen Liegenschaft der Standortübungsplatz Hessisch Lichtenau direkt hinter der Kaserne sowie die Standortschießanlage Hessisch Lichtenau.

## Verbände und Einheiten
- Panzeraufklärungsbataillon 2, ab 1. Juni 1958 in Fritzlar aus Teilen des Panzeraufklärungsbataillon 5 und der Panzeraufklärungskompanie 2 aufgestellt, ab 8. November 1962 in der neu errichteten Kaserne in Hessisch Lichtenau stationiert, Auflösung mit Wirkung zum 30. September 1996[7]
- Panzerbataillon 154, mit Vorauspersonal (Ausbildungskompanien 16/2 und 16/III sowie der Reserveunteroffizieranwärterkompanie 541) bereits seit 12. November 1962 in der Kaserne in Hessisch Lichtenau, wurde es in der Blücher-Kaserne ab 16. Oktober 1967 bis zum 1. April 1969 durch Abgabe von jeweils einer Kompanie der Panzerbataillone 54, 143, 204 aufgestellt; Umbenennung in Panzerbataillon 54 zum 1. Oktober 1981[8][9]
- Fernmeldekompanie 947, aufgestellt am 1. Oktober 1971 in der Blücher-Kaserne, aufgelöst am 30. Juni 1993 (zunächst Fernmeldestellen Stöberhai und Hoher Meißner, ab 18. Januar 1977 Fernmeldeaufklärungsturm Hoher Meißner)[10][11]
- Panzerbataillon 53, 1. April 1976 zur Erprobung der neuen „Heeresstruktur 4“ aufgestellt, am 30. September 1980 aufgelöst[12][13]
- 4./Panzergrenadierbataillon 51 (gemischt), 1. Oktober 1980 bis 30. September 1992[14][15]
- Panzerbataillon 54, 1. Oktober 1981 bis 30. September 1992[16][17][18]
- Panzerartilleriebataillon 2, am 1. Oktober 1996 in der Blücher-Kaserne aus dem Panzeraufklärungsbataillon 2, den Panzerartilleriebataillonen 65 und 395 aufgestellt; die Einheit wurde am 31. Dezember 2006 aufgelöst[19][20]
- Panzerpionierkompanie 50, hervorgegangen aus der am 6. November 1956 in Dillingen gebildeten 4./Pionierbataillon 5, die sodann im selben Monat nach Hannoversch Münden verlegt und in 4./Pionierbataillon 2 umbenannt wurde, im Januar 1959 schließlich Aufstellung der Panzerpionierkompanie 50 aus der 4./Pionierbataillon 2 in Hannoversch Münden, zwischen dem 1. Oktober 1981 und dem 31. Mai 1994 in Fritzlar stationiert, ab 1. Juni 1994 in die Blücher-Kaserne verlegt, am 9. September 1996 wurde die Einheit der Panzerpionierkompanie 140 (Stadtallendorf) unterstellt, deaktiviert und ihr Großgerät in Stadtallendorf langzeitgelagert, die Auflösung erfolgte mit Wirkung zum 30. September 2002 im Zusammenhang mit der Außerdienststellung der Panzerpionierkompanie 140[21][22]
- Panzeraufklärungskompanie 50, gebildet aus der 4./Panzeraufklärungsbataillon 2 am 1. April 1993, ab 1. April 1996 dem Panzeraufklärungsbataillon 5 unterstellt, ab 1. Mai 1996 nur noch Geräteeinheit und zum 1. Juli 1996 mit der Panzergrenadierbrigade 5 aufgelöst[23][24]
- Standortsanitätszentrum Hessisch Lichtenau, 1998 gebildet, zum 31. Dezember 2006[25]
- Kraftfahrausbildungszentrum Hessisch Lichtenau, im Juli 1994 aus den Fahrschulgruppen Göttingen, Hessisch Lichtenau, Homberg/Efze, Sontra und Rotenburg/Fulda gebildet, zum 31. März 2005 aufgelöst[26]

## Zivile Nutzung
Nach der Schließung der Kaserne wurde 2006 eine Machbarkeitsstudie zur Vermarktung des 33 Hektar großen Areals in Auftrag gegeben. Die Stadt Hessisch Lichtenau setzte Empfehlungen aus dieser Studie in einem Bebauungsplan um. Seit 2010 übernahm zudem die Bundesanstalt für Immobilienaufgaben den Verkauf von einzelnen Parzellen. 2013 waren sämtliche Grundstücke verkauft. Auf dem Gelände hatten sich u. a. ein großes Logistikunternehmen der Automobilbranche, ein Hersteller von Kosmetikprodukten, ein Telekommunikationsunternehmen, ein Solarpark und ein Luftsportverein angesiedelt.